# Tipula subvirgo
Tipula subvirgo är en tvåvingeart som beskrevs av Alexander 1951. Tipula subvirgo ingår i släktet Tipula och familjen storharkrankar. Inga underarter finns listade i Catalogue of Life.